# إيكو بيس الشرق الأوسط
إيكو بيس الشرق الأوسط (بالإنجليزية: EcoPeace Middle East)‏ هي منظمة إقليمية لبناء السلام البيئي في الشرق الأوسط، تضم الأردنيين والفلسطينيين والإسرائيليين لإيجاد حلول مشتركة لأكثر المناطق التي تعاني من ندرة المياه على هذا الكوكب.

## وصف

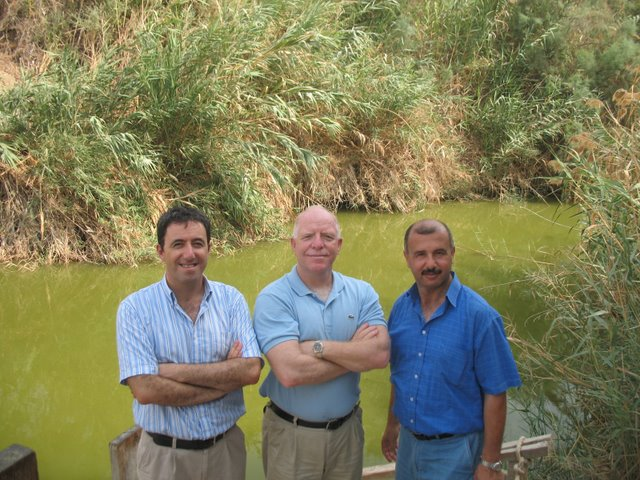
من اليسار إلى اليمين: جدون برومبرغ (المدير الحالي- إسرائيل)، منقذ مهيار (مدير سابق- الأردن)، نادر الخطيب (مدير سابق-فلسطين)

يعتمد الناس والحياة البرية في المنطقة على العديد من نفس الموارد الطبيعية. تعد أحواض المياه العذبة السطحية وتحت السطحية المشتركة، والبحار المشتركة، وأنواع النباتات والحيوانات الشائعة، والسقيفة الجوية المشتركة، بعض الخصائص التي تتطلب تعاونًا إقليميًا. بصفتها منظمة ثلاثية الأطراف تجمع بين علماء البيئة الأردنيين والفلسطينيين والإسرائيليين، فإن الهدف الأساسي لإيكو بيس هو تعزيز الجهود التعاونية لحماية التراث البيئي المشترك. إيكو بيس لديها مكاتب في عمان ورام الله وتل أبيب، ويعمل بها حوالي 50 موظفًا وتشارك بنشاط مئات المتطوعين.

## اجراءات
تنشر إيكو بيس البحث العلمي والاجتماعي، وتقود حملات المناصرة على المستوى الوطني وتشارك في تنمية المجتمع على مستوى القاعدة.
من الجهود الرئيسية التي تقوم بها منظمة إيكو بيس تبنّي مشروع إقليمي للدعوة لتعزيز المناقشة وتقاسم الموارد المائية، تتركز جهوده على إعادة تأهيل نهر الأردن

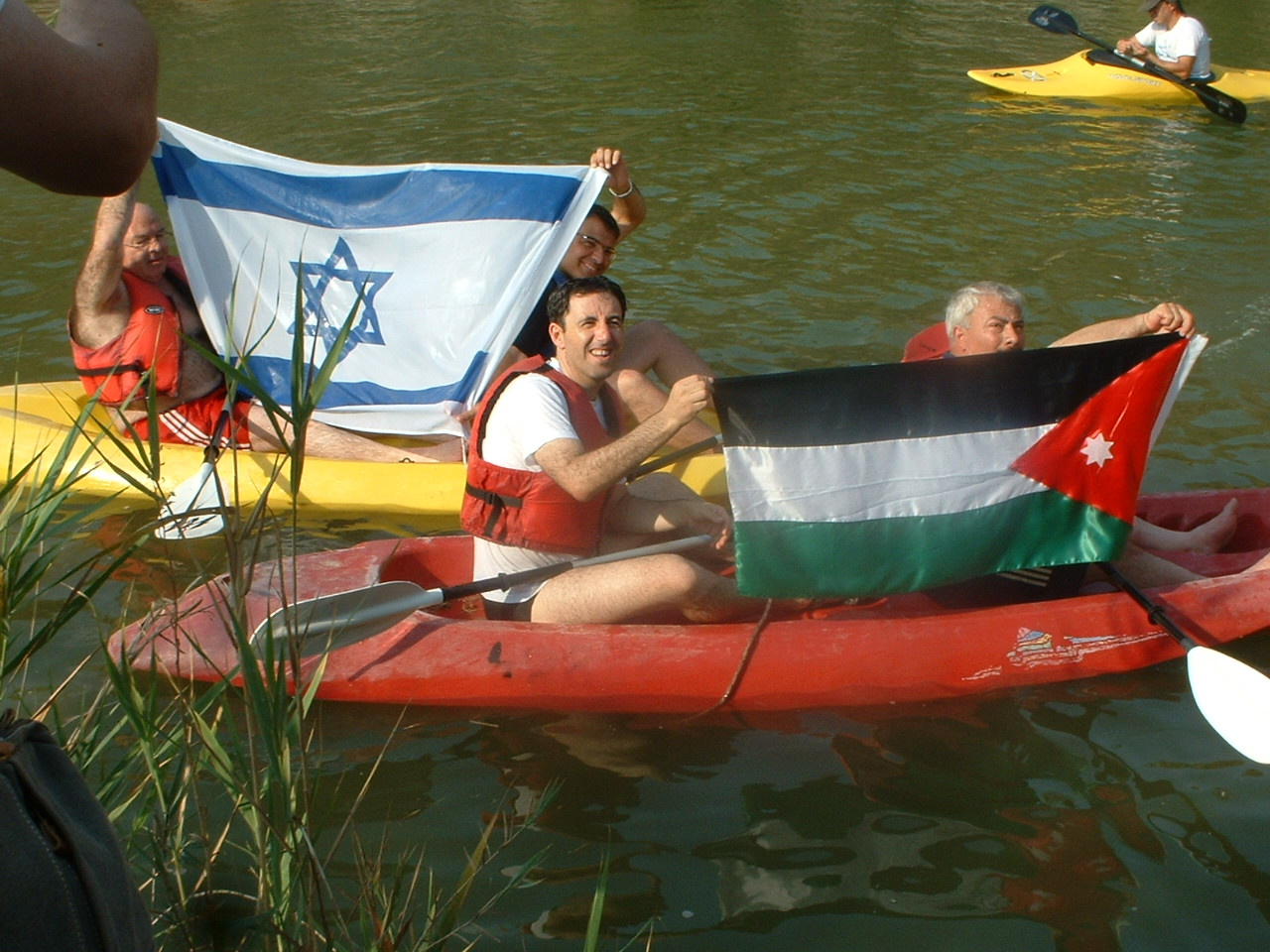
صانعو السلام البيئيون على نهر الأردن. المركز: جدون برومبيرج

والبحر الميت والطبقات الجوفية الجبلية والساحلية وتعزيز الوعي بالتأثير الإقليمي لتغير المناخ. يشرك البرنامج المحوري لإيكو بيس، مشروع جيران المياه الجيدة، السكان من جميع الأعمار ورؤساء البلديات وممثلي البلديات في خمسة وعشرين مجتمعًا في جميع أنحاء إسرائيل وفلسطين والأردن في جهد موحد لإعادة تأهيل موارد المياه المشتركة في المنطقة.
قامت منظمة إيكو بيس بدور رائد في الدعوة إلى اتخاذ إجراءات لإنقاذ البحر الميت، المعرّض لخطر الجفاف بسبب بعض العوامل البيئية. تقول مجموعات مختلفة ومسؤولون حكوميون من عدة دول إن هناك حاجة إلى خط أنابيب يُمدّ من البحر الأحمر لإنقاذ البحر الميت. في يونيو 2009، بعد اجتماع مع رئيس البنك الدولي روبرت زوليك، أعلن وزير التعاون الإقليمي الإسرائيلي، سيلفان شالوم، عن مشروع تجريبي لبناء أنبوب «تجريبي» بطول 180 كم (110 ميل) من البحر الأحمر إلى البحر الميت. سيضخ الأنبوب 200 مليون متر مكعب سنويًا. سيتم تحلية نصف هذه الكمية للاستهلاك الأردني ونصفها في البحر الميت. شكك بعض الخبراء في هذا المشروع. وقال البروفيسور أفنير أدين من الجامعة العبرية في القدس إن هناك حاجة لمزيد من الدراسات حول التأثير البيئي المحتمل.

## الجوائز
- أبطال البيئة 2008 من مجلة تايم إلى مديري إيكو بيس الثلاثة: جدون برومبرغ (إسرائيل)، منقذ مهيار (الأردن) ونادر الخطيب (فلسطين).[5]
- جائزة سكول في عام 2009.[6]
- جائزة سيد النهائية لعام 2008.
- جائزة جرين جلوب 2010 لأفضل مشروع تعليمي بيئي عن مشروع جيران المياه الجيدة.
- جائزة اوناسيس لحماية البيئة.[7]
- جائزة القيادة المتميزة لعام 2011 من قبل لجنة التنمية الدولية التابعة لجمعية حل النزاعات.
- جائزة جبل صهيون لمساهمته بشكل كبير في فهم الديانات الإبراهيمية الثلاثة، اليهودية والمسيحية والإسلام، في إسرائيل.

## روابط خارجية
- الموقع الرسمي